# 樊仙
樊仙，又稱樊大仙師，是廣東人奉祀的神靈，為從事陶瓷行業人士供奉的守護神。廣東傳說樊大仙師為樊一郎，尚有弟樊二郎及樊三郎，樊家三位兄弟曾與魯班比試製陶瓷碗盤之手藝，由樊家兄弟得勝，故從此碗盤匠師皆奉祀樊仙。神誕為舊曆五月十六日。
清代康熙年間，廣東長樂縣（今五華縣）客家人馬姓向當地文氏家族，購入窰場製造碗盤，而後日漸盛大，馬氏當主馬彩淵迎請樊仙神像奉祀，後建廟。